# 孟果大其力戰役
孟果大其力戰役，是1950年緬甸聯邦發動對緬甸境內，孟果、大其力一帶的中華民國國軍残军（泰緬孤軍）的軍事行動，結果國軍擊潰緬軍，使孤軍議題引起各國重視。

## 背景
1949年12月雲南省主席盧漢投共，並拘禁第8軍軍長李彌與第26軍軍長余程萬，脅迫兩人一起投共。第26軍和第8軍得知兩人被拘禁後，圍攻昆明，倒戈部隊（第74軍、第93軍等）不敵，先後釋放李彌和余程萬。
余程萬獲釋後，率領第26軍撤退至法屬越南。李彌也率領第8軍往滇西撤退。第8軍在中緬邊境的元江被解放軍追上，經過激戰，李彌率領的6萬大軍幾乎被解放軍殲滅，隨後李彌在軍統局特務的安排下來到泰國曼谷，再從曼谷飛往臺灣。
第8軍237師709團的少將團長李國輝率領600多名殘軍從雲南西盟佤山進入緬甸，在緬境孟棒與第26軍93師278團譚忠部800多人會合（278團和第26軍主力分道揚鑣，由副團長譚忠率領自行退入緬甸），這些退入緬甸的國軍部隊被稱為孤軍。

## 戰役經過
1950年2月28日孤軍來到緬甸境內，緬北重鎮大其力附近的小城鎮孟棒（MongPong，又譯為猛捧）、孟果就地休養，並招募新血，兩個月內將部隊擴充到3,500人，部隊改編定名為「復興部隊」。
緬甸政府將孤軍視為威脅，儘管孤軍向緬甸政府表明即將伺機反攻大陸，無侵佔緬甸領土野心，緬方仍要求孤軍於4月30日前撤出緬甸，李國輝不予理會。在孟果、大其力附近的景棟，駐防在景棟的兩個緬軍軍團蠢蠢欲動，其中一支軍團已經進入大其力。緬軍認為孤軍的主要協助者是當地華僑，於是數百名華僑被誣陷擁有武器，遭到緬軍逮捕。三方在6月3日舉行談判，結果緬方拘禁孤軍談判代表丁作韶、大其力華僑代表馬鼎臣，於6月8日向李國輝發出最後通牒，要去孤軍立即撤出緬甸，否則將使用武力，並拘禁景棟的1,700名華裔居民，以免他們協助孤軍。李國輝要求釋放孤軍談判代表及華裔居民，並請求緬軍不要進入大其力，緬方斷然拒絕。
6月16日緬軍6架轟炸機空襲孟果一帶孤軍陣地，孤軍死傷慘重，李國輝下令棄守陣地，退入原始叢林，緬軍仍不罷休，出動10,000人的搜山部隊進入叢林，企圖一舉消滅孤軍，再出動10,000人的部隊封鎖叢林出口。孤軍在叢林中與緬軍周旋，使緬軍疲憊。
6月28日，孤軍轉守為攻，奇襲緬軍炮兵陣地，繳獲10門緬軍火炮，以繳獲而來的大炮還擊，緬軍紛紛敗退，孤軍乘勝追擊，奪回孟棒、孟果，並攻陷大其力，並擊落緬軍空軍總司令之飛機，震驚中外，緬方不得不與孤軍和談，孤軍於8月23日撤出大其力，而轉入山區活動，以平息爭端。

## 外部連結
- . 清淨社區營造網. 2011-05-22  [2022-12-15]. （原始内容存档于2022-08-14）.